# Thomas Berntsen
Thomas Edvin Berntsen, född 31 juli 1970 i Oslo, Norge, är en norsk före detta fotbollsspelare och tidigare sportchef för AIK i Allsvenskan.
Som aktiv fotbollsspelare är Berntsen mest känd för sin tid i Lillestrøm och Vålerenga i Tippeligaen.
Den 29 mars 2025 meddelade AIK Fotboll att man entledigar Thomas Berntsen från sina uppdrag.